# Podregion Loimaa
Podregion Loimaa (fiń. Loimaan seutukunta) – podregion w Finlandii, w regionie Varsinais-Suomi.
W skład podregionu wchodzą gminy:
- Aura,
- Koski Tl,
- Loimaa,
- Marttila,
- Oripää,
- Pöytyä.